# Jugendlicher Heldentenor
Unter dem Jugendlichen Heldentenor versteht man ein eigenes Stimmfach des Tenors, der sowohl lyrische, als auch dramatischere Stellen interpretieren kann. Er liegt damit zwischen dem lyrischen Tenor und dem Heldentenor.
In der Fachsprache wird der Jugendliche Heldentenor mit tenore lirico für die eher leichteren und tenore lirico spinto  für die dramatischeren Partien bezeichnet.

## Rollenbeispiele für den Jugendlichen Heldentenor
- Don José in G. Bizets Carmen
- Rodolfo in Puccinis La Bohème
- Calaf in Puccinis Turandot
- Radames in Verdis Aida
- Titelpartie in Verdis Don Carlos
- Achilles in Ch. W. Glucks Iphigénie en Aulide
- Titelrolle in Wagners Lohengrin
- Titelrolle in Wagners Parsifal
- Max in Webers Freischütz

Sänger des jugendlichen Heldentenorfachs sind zum Beispiel:
Plácido Domingo, Klaus Florian Vogt, Jonas Kaufmann, Rolando Villazón, Luciano Pavarotti oder José Carreras, aber auch Siegfried Jerusalem (der später auch das schwere Fach sang), Peter Hofmann (ebenso) und der Amerikaner Robert Dean Smith.
Das Repertoire des italienischen Tenore spinto (teilweise auch in der Mischform des lirico spinto) haben unter anderem Enrico Caruso, Beniamino Gigli, Jussi Björling, Giuseppe Di Stefano, Franco Corelli, Carlo Bergonzi, Luciano Pavarotti, Plácido Domingo, José Carreras gesungen, aber es ist nicht für den traditionellen Heldentenor.
Der Stimmumfang des Jugendlichen Heldentenors reicht etwa von c – c″.